# Луке, Хулиан
Хулиан Луке Конде (исп. Julián Luque Conde; 27 марта 1992, Торрелавега) — испанский футболист, нападающий клуба «Гихуэло».

## Карьера
Хулиан — воспитанник «Расинга». В 2009 году он дебютировал за вторую команду клуба в Сегунде Б. 22 января 2011 года он дебютировал в Примере в матче против «Барселоны». В сезоне 2011/12 Хулиан использовался в системе ротации клуба. После вылета «Расинга» из высшего дивизиона Луке остался в команде и взял освободившийся десятый номер.

## Карьера в сборной
Хулиан выступал за Испанию на юношеском уровне, но не добился там особых успехов.